# Соборная церковь Святой Троицы (Свиштов)
Соборная церковь Святой Троицы (болг. Съборна църква „Света Троица“) — болгарская православная церковь в северно-болгарском городе Свиштов. Церковь представляет собой образец церковной архитектуры Болгарского национального возрождения. Освящена 19 сентября 1867 года.

## Архитектура
Здание построено по проекту самого известного болгарского архитектора того времени Николы Фичева. Для строительства было выбрано самое высокое место в городе. 
Церковь имеет три нефа. Нефы разделены высокими колоннами, поддерживающие как сами нефы, так и три малых купола церкви. Примечателен и внешний вид церкви - гигантская апсида занимается весь восточный фасад здания.
Иконостас длиной шестнадцать метров и высотой 10 метров был создан Антоном Пешевом Дебара в 1870—1872 годах. 73 иконы были созданы Николаем Павловичем, мастером из Свиштова. Колокольня, выполненная в стиле барокко, была пристроена в 1883—1886 годах по проекту Генчо Новакова.

## Дальнейшая история здания
В церкви проводили богослужения многие выдающиеся болгарские иерархи: первый болгарский экзарх Антим I (1872), митрополит Тырновский Иларион Макариопольский (1872), епископ Климент Тырновский (1889). 
28 июня 1877 на богослужении присутствовал российский император Александр II.
Он пожертвовал шесть колоколов для церковной колокольни.
Церковь Святой Троицы была повреждена во время Бухарестского землетрясения 4 марта 1977, но была впоследствии полностью восстановлена. Сегодня церковь и её иконостас — культурный памятник национальной важности.